# 로스앤젤레스 낙태아 처분 사건
로스앤젤레스 낙태아 처분 사건은 병리학자인 말빈 웨이스버그의 자택 등에서 총 16,000 구 이상의 낙태아 시신이 발견된 사건과, 그 시신의 처리에 대한 법적 분쟁을 포함한 사건들을 말한다. 당시 대통령 로날드 레간은 이 사건을 "국가적인 비극"이라며 언급했고, 팝 가수 팟 붐의 노래에 영감을 주기도 했다. 1985년 마침내 시신을 안장하게 되었으나, 관련 당사자들에 대한 어떠한 형사 고발도 제기되지 않았다. 보관 자체는 적절하게 되었으나, 당사자(말빈 웨이스버그)의 경제적인 문제로 인해 제대로 된 처리를 하지 못한 것이 문제였다.

## 발견
그는 1976년부터 1981년 3월까지 샌타모니카 에서 의료 분석 연구소를 운영했다. 그는 1980년에 6.1m(20피트) 컨테이너를 구입하여 우드랜드 힐의 자택으로 배달 시켰고, 부도 수표 로 $1700를 지불했다. 해당 컨테이너는 1982년 2월 3일 로스앤젤레스 윌밍턴 지역에 본사를 둔 마틴 컨테이너 회사에 의해 회수되었으며,회사는 다음날 컨테이너를 열어 폼알데하이드 속에 보관된 태아 시신을 발견했다.
로스앤젤레스 군 보건국은 1982년 2월 5일 첫 기자회견에서 최대 500 구의 시신이 발견되었다고 밝혔다. 1982년 2월 24일 추정된 시신의 수는 약 2000구 정도로 늘어났는데, 대부분은 컨테이너에 있었으며 나머지 200~300 구는 웨이스버그의 차고에서 발견되었다.
시신의 수는 1982년 5월에 "최대 17,000명"으로 추산되었으며 나중에 최종적으로 16,431명으로 설정되었다. 193 구의 시신은 임신 기간이 20주가 넘었을 것으로 보였으며, 가장 오랜 기간이 지난 경우는 거의 30주에 달하기도 했다.
해당 주의 법으로는 시신을 "합리적인 기간 내에" 화장하거나 매장할 필요가 있다고 한다.